# Осиновка (Ковернинський район)
Осиновка (рос. Осиновка) — присілок в Ковернинському районі Нижньогородської області Російської Федерації.
Населення становить 22 особи. Входить до складу муніципального утворення Горєвська сільрада.

## Історія
Від 2009 року входить до складу муніципального утворення Горєвська сільрада.

## Населення
| 2002 | 2010 |
| ---- | ---- |
| 64   | ↘22  |